# Anos de chumbo (Itália)
Os Anos de Chumbo (em italiano: Anni di piombo) é a designação de um período da história da Itália marcado por violência política e convulsão social que durou desde o final da década de 1960 até ao final da década de 1980, onde se assitiu a uma onda de incidentes de terrorismo político e confrontos violentos, tanto de extrema-esquerda como de extrema-direita.
Por vezes considera-se que os Anos de Chumbo começaram com o movimento de 1968 e as greves do Outono Quente que começaram em 1969; a morte do policial Antonio Annarumma em novembro de 1969; o atentado à bomba na Piazza Fontana em dezembro daquele ano, que matou 17 pessoas e foi perpetrado por terroristas de direita em Milão; e a morte, pouco depois, do trabalhador anarquista Giuseppe Pinelli enquanto estava sob custódia policial sob suspeita de ser o responsável pelo ataque.
Um grupo de extrema-esquerda, as Brigadas Vermelhas, tornou-se notório como organização terrorista durante o período; em 1978, sequestraram e assassinaram o ex-primeiro-ministro italiano Aldo Moro. Outro crime grave associado aos Anos de Chumbo italianos foi o atentado bombista de 1980 à estação ferroviária de Bolonha, que matou 85 pessoas e pelo qual foram condenados vários membros do grupo terrorista neofascista de extrema-direita conhecido como Nuclei Armati Rivoluzionari. Organizações terroristas de extrema direita também estiveram envolvidas em vários outros atentados que resultaram na morte de vários civis, incluindo o atentado à bomba na Piazza della Loggia em 1974, que matou oito pessoas e feriu outras 102. As organizações terroristas dissolveram-se gradualmente e a polícia prendeu os seus membros ao longo da década de 1980. A violência política esporádica continuou em Itália até ao final da década de 1980, ressurgindo em menor grau no final da década de 1990 e continuando até meados da década de 2000.

## Origem do nome
A origem do termo possivelmente veio como uma referência ao número de tiroteios durante o período, ou a um popular filme alemão de 1981, Die bleierne Zeit, lançado na Itália como Anni di piombo, que se centrava na vida de dois membros do  grupo militante de extrema-esquerda da Alemanha Ocidental, Fração do Exército Vermelho, que ganhou notoriedade durante o mesmo período.

## Prelúdio
Houve conflitos sociais generalizados e atos de terrorismo sem precedentes perpetrados por grupos de direita e de esquerda. Uma tentativa de endossar o neofascista Movimento Social Italiano (MSI) por parte do Gabinete Tambroni levou a tumultos e durou pouco. A agitação trabalhista generalizada e a colaboração de grupos ativistas estudantis contraculturais com operários da classe trabalhadora e organizações radicais de esquerda pró-trabalho, como Potere Operaio e Lotta Continua, culminaram no chamado "Outono Quente" de 1969, uma série massiva de greves nas fábricas. e centros industriais no norte da Itália. Greves estudantis e trabalhistas, muitas vezes lideradas por trabalhadores, esquerdistas, trabalhadores simpatizantes da esquerda ou ativistas marxistas, tornaram-se cada vez mais comuns, muitas vezes deteriorando-se em confrontos entre a polícia e manifestantes compostos em grande parte por trabalhadores, estudantes, ativistas e, muitas vezes, militantes de esquerda.
Os democratas cristãos (DC) foram fundamentais para que o Partido Socialista Italiano (PSI) ganhasse o poder na década de 1960 e criaram uma coligação. O assassinato do líder democrata cristão Aldo Moro em 1978 pôs fim à estratégia de compromesso storico entre o DC e o Partido Comunista Italiano (PCI). O assassinato foi executado pelas Brigadas Vermelhas, então lideradas por Mario Moretti. Entre 1968 e 1988, 428 assassinatos foram atribuídos à violência política na forma de bombardeios, assassinatos e guerras de rua entre facções militantes rivais.

## Participantes

### Terroristas de extrema-esquerda
| - Brigadas Vermelhas (1970–1988) - Prima Linea (1976–1981) - Grupo 22 de Outubro (1969–1971) - Proletários Armados pelo Comunismo (PAC; 1976–1979) |  | - Lotta Continua (1969–1976) - Poder Operário (1967–1973) - Autonomia Operaia (1973–1979) |

Apoiados por
| - Fração do Exército Vermelho (Alemanha) - StB (Checoslováquia; supostamente) - OLP (Palestina; supostamente) - KGB (supostamente) |  | - Stasi (RDA; supostamente) - Mukhabarat el-Jamahiriya (Líbia; supostamente) - UDBA (Jugoslávia; supostamente) |

### Terroristas de extrema-direita
| - Ordine Nuovo (1957–1973) - Vanguarda Nacional (1960–1976) - Ordine Nero (1974–1978) |  | - Nuclei Armati Rivoluzionari (NAR; 1977–1981) - Terza Posizione (1978–1982) |

Apoiados por
| - SISMI (facções) - CIA (supostamente) - Ditadura dos coronéis (Grécia) |  | - Propaganda Dois (Maçonaria) - Banda della Magliana (organização criminosa) - Cosa nostra (organização criminosa; supostamente) |

## Cronologia

### 1969

#### Protestos públicos
Os protestos públicos abalaram a Itália durante 1969, com o movimento estudantil autonomista sendo particularmente ativo, levando à ocupação da fábrica de automóveis Fiat Mirafiori em Turim.

#### Assassinato de Antonio Annarumma
Em 19 de novembro de 1969, Antonio Annarumma, um policial milanês, foi morto durante um motim por manifestantes de extrema esquerda. Ele foi o primeiro funcionário público a morrer na onda de violência.

#### Atentado da Piazza Fontana

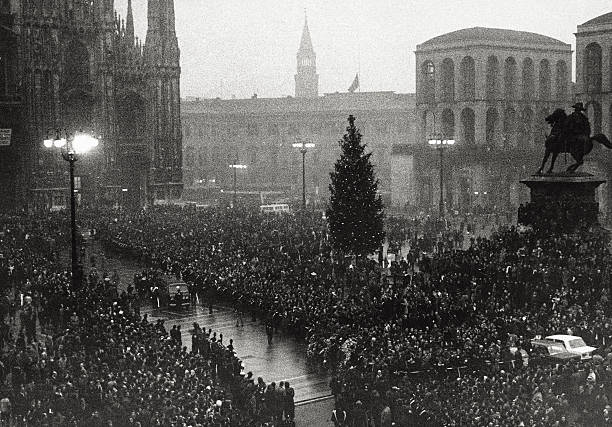
Uma passagem dos funerais das vítimas do atentado à bomba na Piazza Fontana. A marcha fúnebre passa pela Praça da Catedral de Milão, 12 de dezembro de 1969

O Monumento a Vítor Emanuel II, o Banca Nazionale del Lavoro em Roma e o Banca Commerciale Italiana e o Banca Nazionale dell'Agricoltura em Milão foram bombardeados em dezembro.
A polícia local prendeu cerca de 80 suspeitos de grupos de esquerda, incluindo Giuseppe Pinelli, um anarquista inicialmente responsabilizado pelo atentado, e Pietro Valpreda. A sua culpa foi negada por membros de esquerda, especialmente por membros do movimento estudantil, então proeminentes nas universidades de Milão, por acreditarem que o atentado foi perpetrado por fascistas. Após a morte de Giuseppe Pinelli, que morreu misteriosamente em 15 de dezembro enquanto estava sob custódia policial, o jornal radical de esquerda Lotta Continua iniciou uma campanha acusando o policial Luigi Calabresi do assassinato de Pinelli. Em 1975, Calabresi e outros policiais foram absolvidos pelo juiz Gerardo D'Ambrosio, que decidiu que a queda de Pinelli de uma janela foi causada por ele ter adoecido e perdido o equilíbrio.
Enquanto isso, o anarquista Valpreda e cinco outros foram condenados e presos pelo atentado. Posteriormente, foram libertados após três anos de prisão preventiva. Em seguida, dois neofascistas, Franco Freda (residente em Pádua) e Giovanni Ventura, foram presos e acusados de serem os organizadores do massacre; em 1987 foram absolvidos pelo Supremo Tribunal por falta de provas.
Na década de 1990, novas investigações sobre o atentado à bomba na Piazza Fontana, citando depoimentos de novas testemunhas, implicaram novamente Freda e Ventura. No entanto, a dupla não pode ser levada a julgamento novamente devido à dupla penalização, pois foram absolvidos do crime em 1987.

### 1970

#### Nascimento das Brigadas Vermelhas

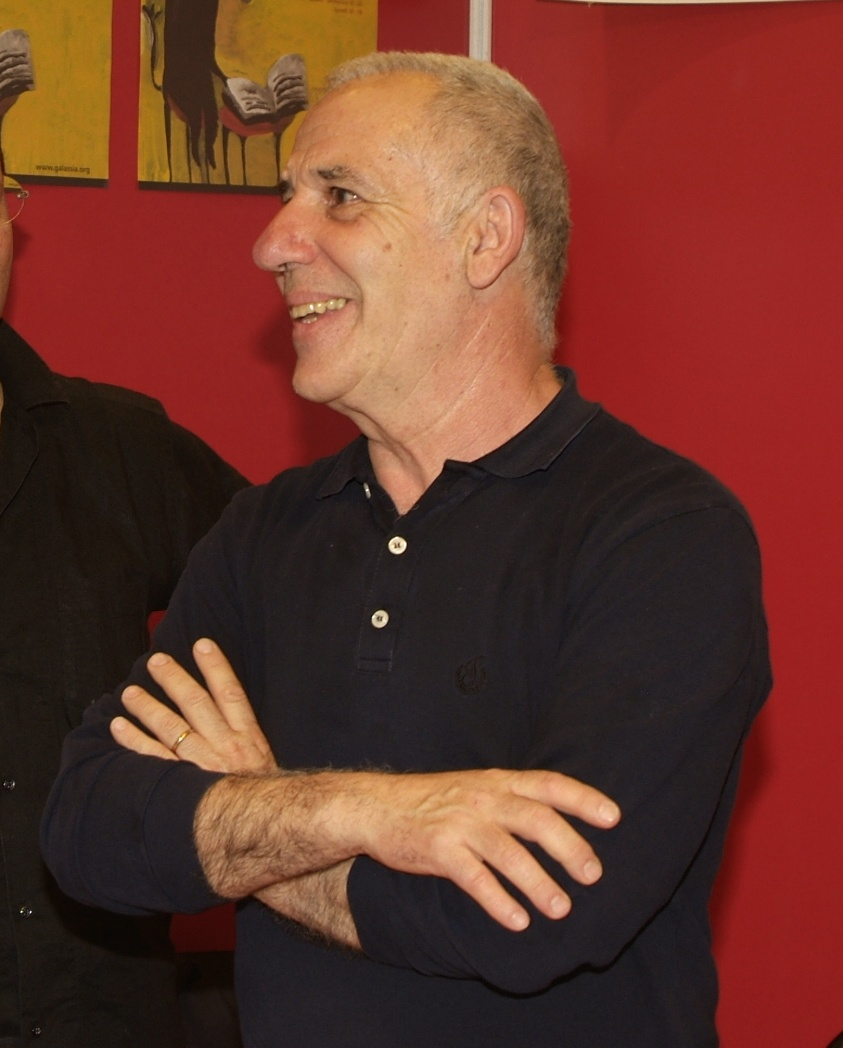
Renato Curcio em 2008

As Brigadas Vermelhas foram fundadas em agosto de 1970 por Renato Curcio [it] e Margherita (Mara) Cagol, que se conheceram quando eram estudantes na Universidade de Trento e mais tarde se casaram, e Alberto Franceschini.
Enquanto o grupo de Trento em torno de Curcio tinha as suas raízes principais no Departamento de Sociologia da Universidade Católica, o grupo de Reggio Emilia (em torno de Franceschini) incluía maioritariamente antigos membros do FGCI (o movimento juvenil comunista) expulsos do partido-mãe pelas suas opiniões extremistas.
Outro grupo de militantes veio das fábricas da Sit-Siemens em Milão; estes eram Mario Moretti, um dirigente sindical, Corrado Alunni, que deixaria as Brigadas Vermelhas para fundar outra organização "combatente", e Alfredo Buonavita, um operário.
A primeira ação das Brigadas Vermelhas foi queimar o carro de Giuseppe Leoni (líder da empresa Sit-Siemens em Milão) em 17 de setembro de 1970, no contexto da agitação trabalhista dentro da fábrica.

#### Golpe Borghese

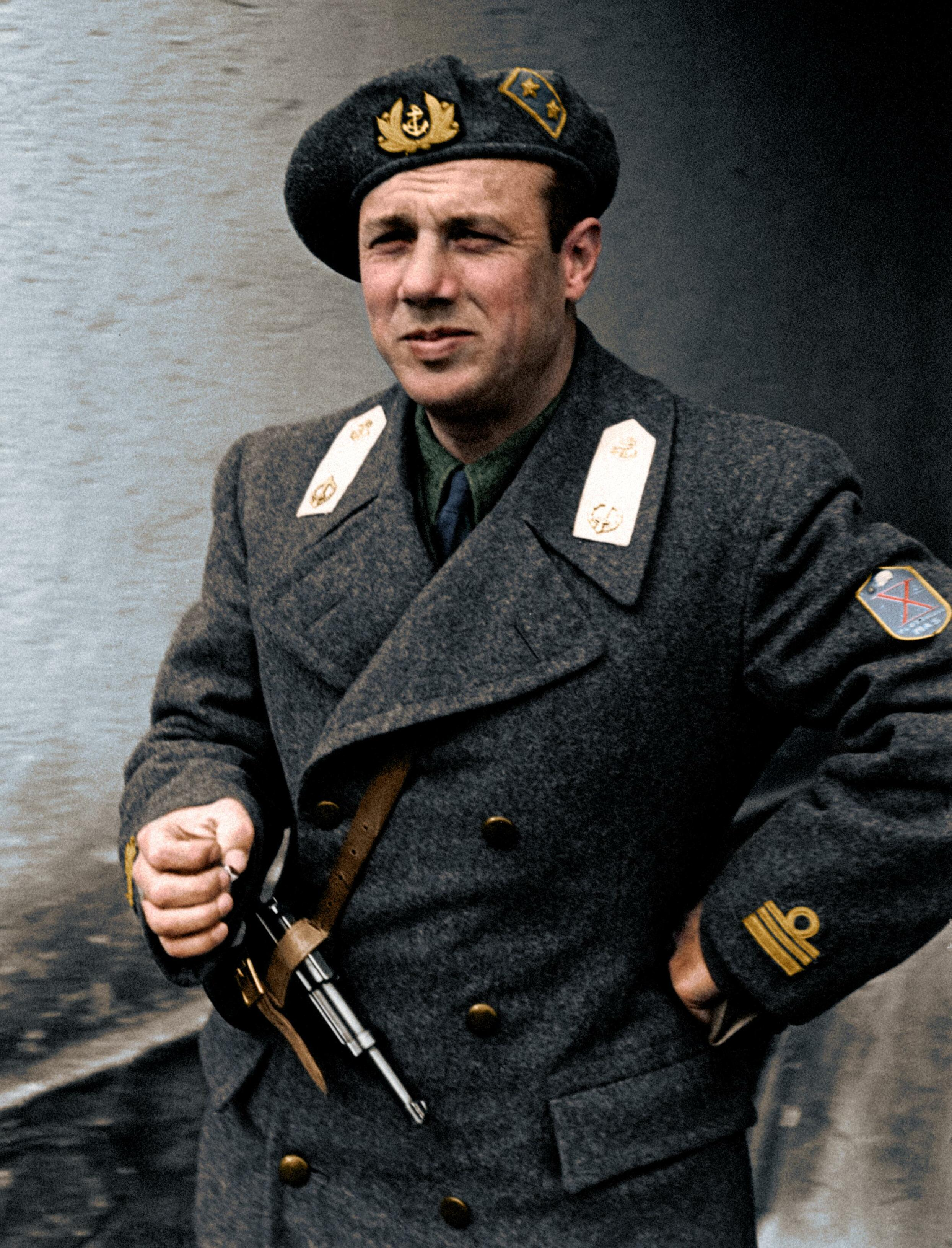
Junio Valerio Borghese em 1944, durante a República Social Italiana

Em Dezembro, um golpe neofascista, apelidado Golpe Borghese, foi planeado por jovens fanáticos de extrema-direita, veteranos idosos da República Social Italiana, e apoiado por membros do Corpo Forestale dello Stato, juntamente com empresários e industriais alinhados à direita. O "Príncipe Negro", Junio Valerio Borghese, participou. O golpe, cancelado no último momento, foi descoberto pelo jornal Paese Sera, e exposto publicamente três meses depois.

### 1971

#### Assassinato de Alessandro Floris
Em 26 de março, Alessandro Floris foi assassinado em Gênova por uma unidade do Grupo 22 de Outubro, uma organização terrorista de extrema-esquerda. Um fotógrafo amador tirou uma foto do assassino que permitiu à polícia identificar os terroristas. O grupo foi investigado e mais membros foram presos. Alguns fugiram para Milão e juntaram-se ao Gruppi di Azione Partigiana (GAP) e, mais tarde, às Brigadas Vermelhas.
As Brigadas Vermelhas consideraram o Gruppo XXII Ottobre seu antecessor e, em abril de 1974, sequestraram o juiz Mario Sossi numa tentativa fracassada de libertar os membros presos. Anos depois, as Brigadas Vermelhas mataram o juiz Francesco Coco em 8 de junho de 1976, junto com seus dois acompanhantes policiais, Giovanni Saponara e Antioco Deiana, como vingança.

### 1972

#### Assassinato de Luigi Calabresi

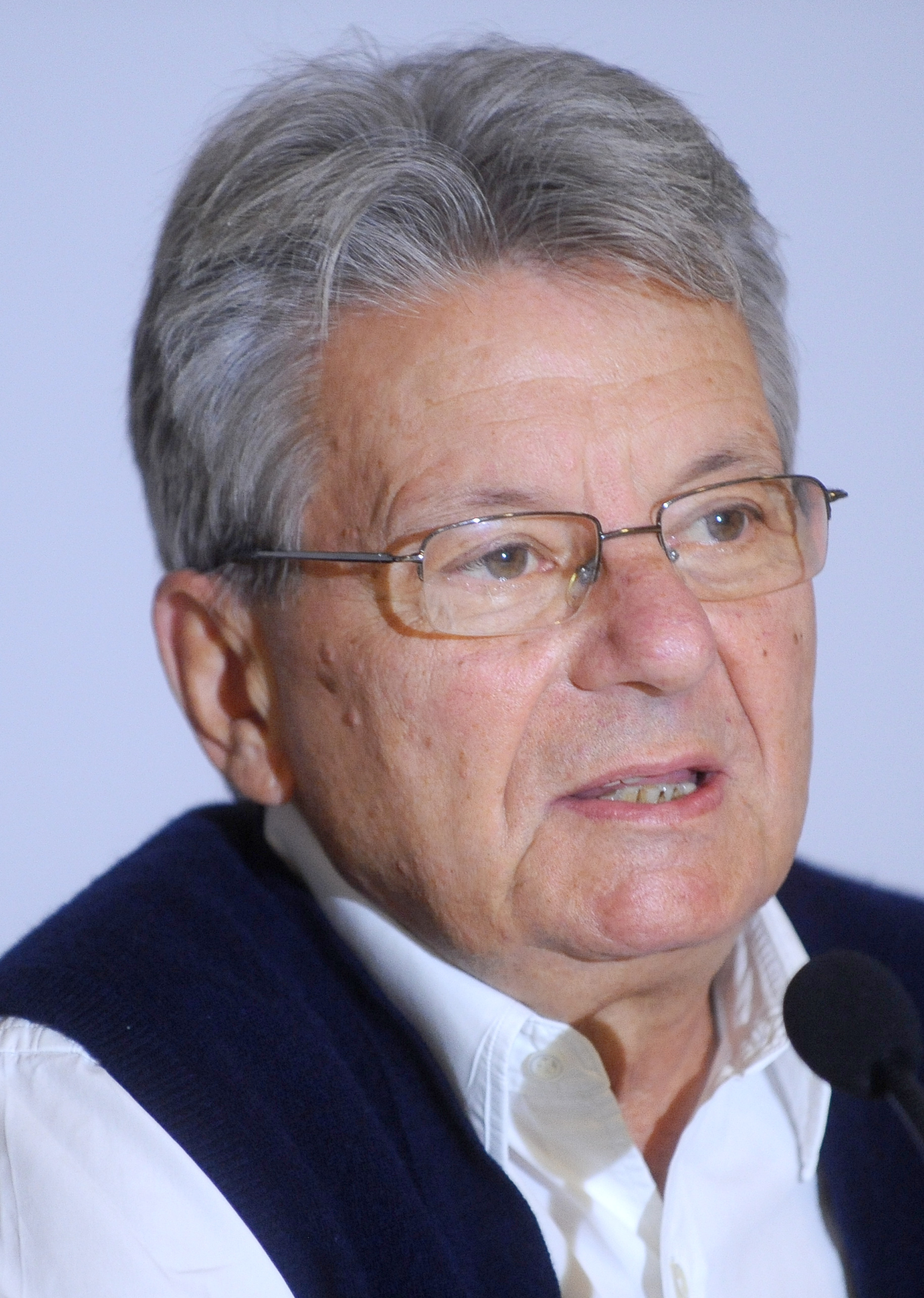
Adriano Sofri em 2014

Em 17 de maio de 1972, o policial Luigi Calabresi, ganhador da medalha de ouro da República Italiana por valor civil, foi morto em Milão. As autoridades inicialmente concentraram-se nos suspeitos de Lotta Continua ; então, presumiu-se que Calabresi havia sido morto por organizações neofascistas, provocando a prisão de dois ativistas neofascistas, Gianni Nardi e Bruno Stefano, juntamente com a alemã Gudrun Kiess, em 1974. Eles foram finalmente libertados. Dezesseis anos depois, Adriano Sofri, Giorgio Petrostefani, Ovidio Bompressi e Leonardo Marino foram presos em Milão após a confissão de Marino do assassinato. O julgamento finalmente estabeleceu a culpa deles na organização e execução do assassinato. O assassinato de Calabresi abriu o capítulo dos assassinatos perpetrados por grupos armados de extrema-esquerda.

#### Bombardeio de Peteano
Em 31 de maio de 1972, três Carabinieri italianos foram mortos em Peteano num atentado bombista, atribuído a Lotta Continua . Oficiais dos Carabinieri foram posteriormente indiciados e condenados por perverter o curso da justiça. O juiz Casson identificou Vincenzo Vinciguerra, membro do Ordine Nuovo, como o homem que plantou a bomba Peteano.
O terrorista neofascista Vinciguerra, preso na década de 1980 pelo atentado bombista em Peteano, declarou ao magistrado Felice Casson que este ataque de bandeira falsa tinha como objetivo forçar o Estado italiano a declarar o estado de emergência e a tornar-se mais autoritário. Vinciguerra explicou como a agência de inteligência militar SISMI o havia protegido, permitindo-lhe escapar para a Espanha Franquista.
A investigação de Casson revelou que a organização de direita Ordine Nuovo colaborou com o Serviço Secreto Militar Italiano, SID (Servizio Informazioni Difesa). Juntos, eles arquitetaram o ataque a Peteano e depois culparam as Brigadas Vermelhas. Confessou e testemunhou que tinha sido coberto por uma rede de simpatizantes em Itália e no estrangeiro que garantiram a sua fuga após o ataque. “Todo um mecanismo entrou em ação”, lembrou Vinciguerra, “isto é, os Carabinieri, o Ministro do Interior, os serviços alfandegários e os serviços de inteligência militares e civis aceitaram o raciocínio ideológico por trás do ataque”.

### 1973

#### Fogo de Primavalle

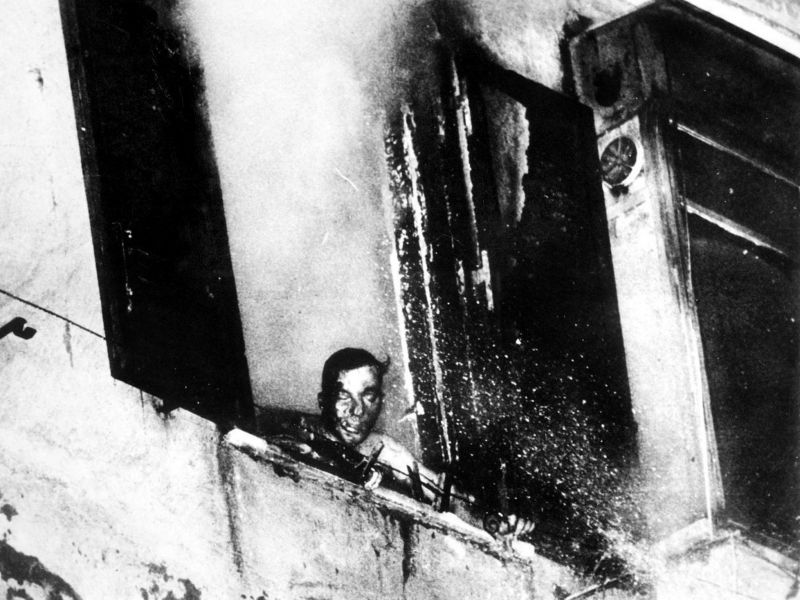
Virgilio Mattei, morto por comunistas no incêndio de Primavalle

Um ataque incendiário em 16 de abril de 1973 por membros do Potere Operaio na casa do militante neofascista do Movimento Social Italiano (MSI) Mario Mattei em Primavalle, Roma, resultou na queima viva de seus dois filhos, de 22 e 8 anos.

#### Polícia de Milão comanda bombardeio
Durante uma cerimônia em homenagem a Luigi Calabresi, em 17 de maio de 1973, na qual o Ministro do Interior estava presente, Gianfranco Bertoli, um anarquista, lançou uma bomba que matou quatro pessoas e feriu 45. Em 1975, Bertoli foi condenado à prisão perpétua: o Tribunal de Milão escreveu que ele estava envolvido em ligações com a extrema direita, que era informante do SID e confidente da Polícia.
Na década de 1990, suspeitava-se que Bertoli fosse membro do Gladio, mas ele negou em entrevista: na lista de 622 membros do Gladio divulgada em 1990, falta seu nome.
Um magistrado que investigava a tentativa de assassinato de Mariano Rumor descobriu que os arquivos de Bertoli estavam incompletos. O general Gianadelio Maletti, chefe do SID de 1971 a 1975, foi condenado à revelia em 1990 por obstrução da justiça no caso Mariano Rumor.

### 1974

#### Atentado na Piazza della Loggia

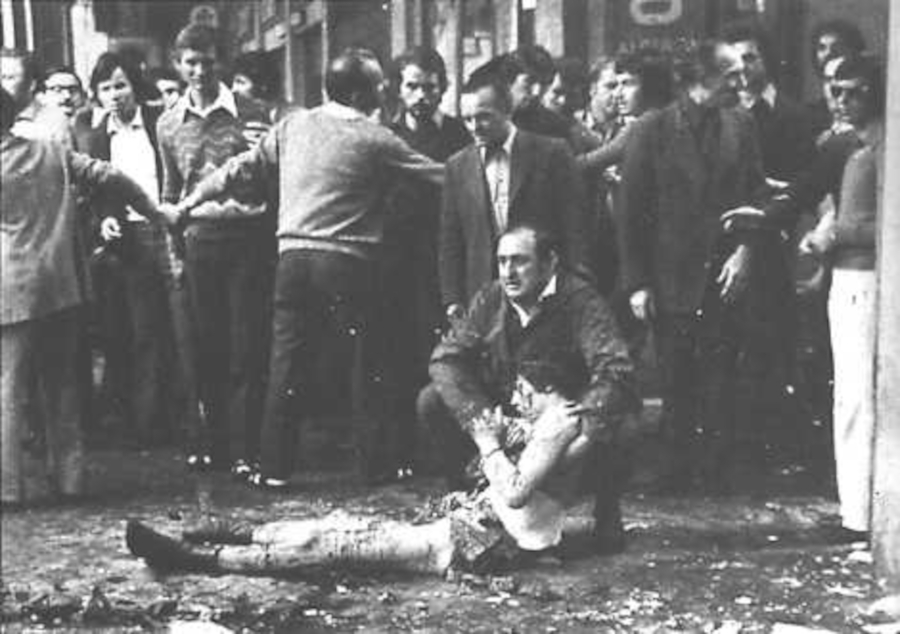
Atentado da Piazza della Loggia

Em maio de 1974, uma bomba explodiu durante uma manifestação antifascista em Brescia, Lombardia, matando oito pessoas e ferindo 102. Em 16 de novembro de 2010, o Tribunal de Brescia absolveu os réus: Francesco Delfino (um Carabiniere), Carlo Maria Maggi, Pino Rauti, Maurizio Tramonte e Delfo Zorzi (membros do grupo neofascista Ordine Nuovo). O promotor havia solicitado penas de prisão perpétua para Delfino, Maggi, Tramonte e Zorzi, e absolvição por falta de provas para Pino Rauti. Os quatro arguidos foram novamente absolvidos pelo tribunal de recurso em 2012, mas, em 2014, o tribunal supremo decidiu que o julgamento de recurso teria de ser realizado novamente no tribunal de recurso de Milão para Maggi e Tramonte. Delfino e Zorzi foram definitivamente absolvidos. Em 22 de julho de 2015, o tribunal de recurso condenou Maggi e Tramonte à prisão perpétua por ordenarem e coordenarem o massacre.

#### Primeiro assassinato pelas Brigadas Vermelhas
Em 17 de junho de 1974, dois membros do MSI foram assassinados em Pádua. Inicialmente, suspeitou-se de uma rixa interna entre grupos neofascistas, já que o crime havia ocorrido na cidade de Franco Freda. Porém, o assassinato foi então reivindicado pelas Brigadas Vermelhas: foi o primeiro assassinato da organização, que, até então, havia cometido apenas roubos, atentados a bomba e sequestros.

#### Golpe planejado

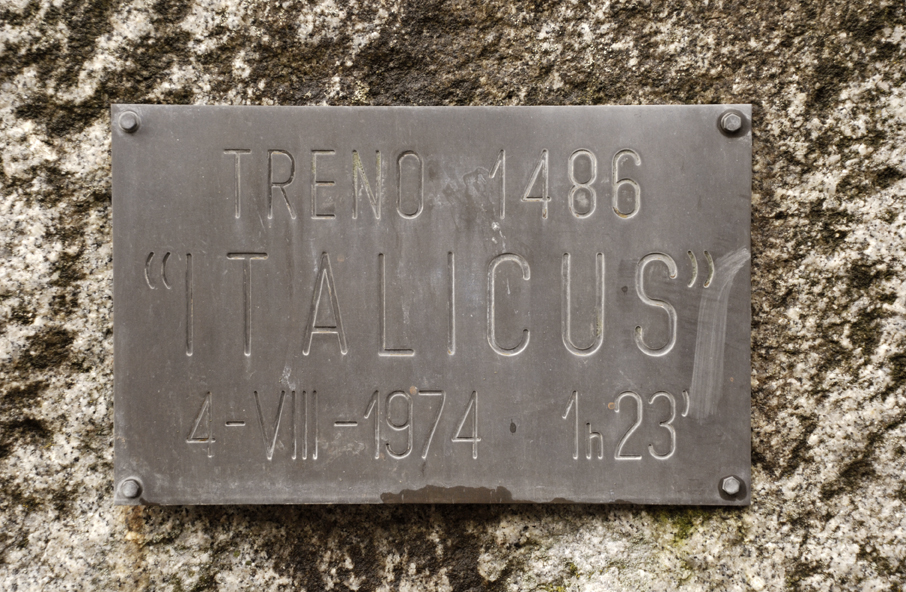
Placa memorial

O conde Edgardo Sogno disse em suas memórias que, em julho de 1974, visitou o chefe da estação da Agência Central de Inteligência (CIA) em Roma para informá-lo sobre os preparativos para um golpe. Perguntando o que o governo dos Estados Unidos (EUA) faria no caso de tal golpe, Sogno escreveu que lhe foi dito: "os Estados Unidos teriam apoiado qualquer iniciativa que tendesse a manter os comunistas fora do governo". O general Maletti declarou, em 2001, que não sabia da relação de Sogno com a CIA e não havia sido informado sobre o golpe, conhecido como Golpe bianco (Golpe Branco), liderado por Randolfo Pacciardi.

#### Bombardeio do trem Italicus
Em 4 de agosto de 1974, 12 pessoas morreram e 48 ficaram feridas em San Benedetto Val di Sambro no bombardeio do trem expresso Italicus Roma-Brennero. A responsabilidade foi reivindicada pela organização terrorista neofascista Ordine Nero.

#### Prisão de Vito Miceli
O general Vito Miceli, chefe da agência de inteligência militar [Servizio informazioni operative e situazione [en] (SIOS) em 1969 e chefe do Servizio informazioni difesa (SID) de 1970 a 1974, foi preso em 1974 sob a acusação de "conspiração contra o Estado". Após a sua prisão, os serviços secretos italianos foram reorganizados por uma lei de 24 de Outubro de 1977, numa tentativa de reafirmar o controlo civil sobre as agências de inteligência. O SID foi dividido no actual SISMI, no Servizio per le informazioni e la sicurezza democratica [en] (SISDE) e no Comitato esecutivo per i servizi di informazione e sicurezza (CESIS), que deveria coordenar directamente com o primeiro-ministro. Ao mesmo tempo, foi criada uma Comissão Parlamentar Italiana para o Controlo dos Serviços Secretos (Copaco). Miceli foi absolvido em 1978.

#### Prisão de líderes das Brigadas Vermelhas
Em 1974, alguns líderes das Brigadas Vermelhas, incluindo Renato Curcio [it] e Alberto Franceschini, foram presos, mas a nova liderança continuou a guerra contra o establishment de direita italiano com fervor crescente.
O governo italiano mostrou relutância em abordar o terrorismo de extrema esquerda. O partido governante Democracia Cristã subestimou a ameaça das Brigadas Vermelhas, falando de Brigadas Vermelhas "fantasmas", enfatizando, em vez disso, o perigo dos grupos neofascistas. A esquerda italiana também estava menos preocupada com a existência de uma organização comunista armada do que com os possíveis abusos da polícia contra os manifestantes, apelando ao desarmamento da polícia durante as manifestações de rua.
No ano anterior,  Potere Operaio havia se dissolvido, embora a Autonomia Operaia tenha continuado em seu rastro. A Lotta Continua também foi dissolvida em 1976, embora sua revista tenha durado vários anos. Dos remanescentes da Lotta Continua e de grupos semelhantes, surgiu a organização terrorista Prima Linea.

### 1975
Em 28 de Fevereiro, o estudante e ativista fascista Mikis Mantakas foi morto por extremistas de esquerda durante tumultos em Roma. No dia 13 de março, um jovem militante do Movimento Social Italiano (MSI) Sergio Ramelli foi agredido em Milão por um grupo da Avanguardia Operaia e ferido na cabeça com chaves inglesas (também conhecido como Hazet 36). Morreu no dia 29 de abril, após 47 dias internado. No dia 25 de maio, o estudante e ativista de esquerda Alberto Brasili foi esfaqueado em Milão por militantes neofascistas. Em 5 de junho, Giovanni D'Alfonso, membro da polícia Carabinieri, foi morto pelas Brigadas Vermelhas.

### 1976
No dia 29 de abril, o advogado e militante do Movimento Social Italiano (MSI) Enrico Pedenovi foi morto em Milão pela organização Prima Linea. Este foi o primeiro assassinato conduzido pela Prima Linea. No dia 8 de julho, o juiz Vittorio Occorsio foi morto em Roma pelo neofascista Pierluigi Concutelli. No dia 14 de dezembro,,o policial Prisco Palumbo foi morto em Roma pelos Nuclei Armati Proletari. Em 15 de dezembro, o vice-chefe Vittorio Padovani e o marechal Sergio Bazzega foram mortos em Sesto San Giovanni (uma cidade perto de Milão) pelo jovem extremista Walter Alasia.

### 1977
Em 11 de março, Francesco Lorusso foi morto pela polícia militar (os Carabinieri) na universidade de Bolonha. Em 12 de março, o policial de Turim, Giuseppe Ciotta, foi morto pela Prima Linea.
Em 22 de março, o policial romano Claudio Graziosi foi morto pelos Nuclei Armati Proletari. No dia 28 de Abril, em Turim, o advogado Fulvio Croce foi morto pelas Brigadas Vermelhas. No dia 12 de Maio, em Roma, a estudante Giorgiana Masi, de 19 anos, foi morta durante confrontos entre agentes da polícia e manifestantes.
No dia 14 de maio, em Milão, ativistas de uma organização de extrema esquerda sacaram as pistolas e começaram a atirar contra a polícia, matando o policial Antonio Custra. Um fotógrafo tirou uma foto de um ativista atirando na polícia. Este ano foi chamado época do “P38”, em referência à pistola Walther P38. No dia 16 de novembro, em Turim, Carlo Casalegno, vice-diretor do jornal La Stampa, foi gravemente ferido numa emboscada das Brigadas Vermelhas. Ele morreu treze dias depois, em 29 de novembro.

### 1978
No dia 4 de janeiro, em Cassino, o chefe dos serviços de segurança da Fiat, Carmine De Rosa, foi morto por esquerdistas. No dia 7 de janeiro, em Roma, os jovens militantes do Movimento Social Italiano (MSI) Franco Bigonzetti e Francesco Ciavatta foram mortos por extremistas de esquerda, outro militante (Stefano Recchioni) foi morto pela polícia durante uma manifestação violenta. Alguns militantes deixaram o MSI e fundaram os Nuclei Armati Rivoluzionari, que tinham ligações com a organização criminosa romana Banda della Magliana. No dia 20 de janeiro, o policial Fausto Dionisi foi morto em Florença pela Prima Linea. No dia 7 de fevereiro, o notário Gianfranco Spighi foi morto em Prato (uma cidade perto de Florença) por esquerdistas. No dia 14 de fevereiro, o juiz Riccardo Palma foi morto em Roma pelas Brigadas Vermelhas.
No dia 10 de março, o marechal Rosario Berardi foi morto em Turim pelas Brigadas Vermelhas. No dia 16 de março, ocorreu em Milão o assassinato de Fausto e Iaio. Ninguém jamais foi considerado responsável pelo duplo homicídio. No dia 11 de abril, o policial Lorenzo Cutugno foi morto em Turim pelas Brigadas Vermelhas. No dia 20 de abril, o policial Francesco Di Cataldo foi morto em Milão pelas Brigadas Vermelhas. No dia 10 de outubro, o juiz Girolamo Tartaglione foi morto em Roma pelas Brigadas Vermelhas. No dia 11 de outubro, em Nápoles, o professor universitário Alfredo Paolella foi morto pela Prima Linea. No dia 8 de Novembro, o juiz Fedele Calvosa foi morto em Patrica pela Unità Comuniste Combattenti.

#### Sequestro e assassinato de Aldo Moro

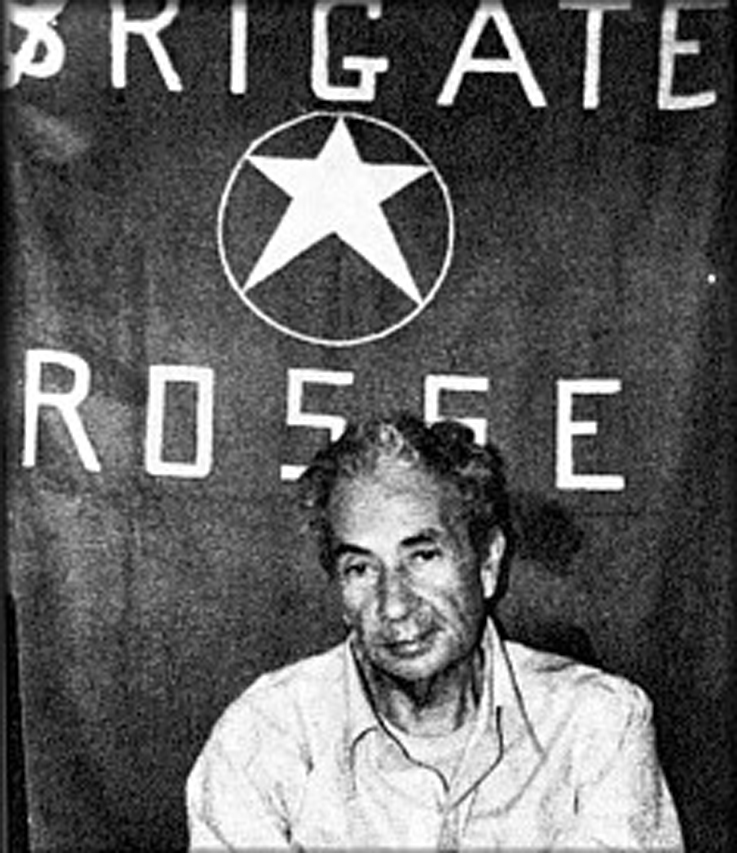
Aldo Moro, fotografado durante seu sequestro pelas Brigadas Vermelhas

Em 16 de março de 1978, Aldo Moro foi sequestrado pelas Brigadas Vermelhas (então lideradas por Mario Moretti) e cinco de seus seguranças foram mortos. Aldo Moro era um democrata cristão de esquerda que serviu diversas vezes como primeiro-ministro; antes de seu assassinato, ele tentava incluir o Partido Comunista Italiano (PCI), liderado por Enrico Berlinguer, no governo através de um acordo chamado Compromesso storico . O PCI era, na época, o maior partido comunista da Europa Ocidental; principalmente devido à sua postura não extremista e pragmática, à sua crescente independência de Moscovo e à sua doutrina eurocomunista. O PCI foi especialmente forte em áreas como a Emília-Romanha, onde tinha posições governamentais estáveis e experiência prática madura, o que pode ter contribuído para uma abordagem mais pragmática da política. As Brigadas Vermelhas foram fortemente combatidas pelo Partido Comunista e pelos sindicatos: alguns políticos de esquerda usaram a expressão "camaradas que fazem o mal" (Compagni che sbagliano).Franco Bonisoli [it], um dos integrantes do RB que participou do sequestro, declarou que a decisão de sequestrar Moro “foi tomada uma semana antes, um dia foi decidido, poderia ter sido 15 ou 17 de março”.
Em 9 de maio de 1978, após um sumário “julgamento do povo”, Moro foi assassinado por Mario Moretti com, também foi determinada, a participação deGermano Maccari [it]. O cadáver foi encontrado naquele mesmo dia no porta-malas de um Renault 4 vermelho na via Michelangelo Caetani, no centro de Roma. Uma consequência foi o fato de o PCI não ter conquistado o poder executivo.
O assassinato de Moro foi seguido por uma grande repressão ao movimento social, incluindo a prisão de muitos membros da Autonomia Operaia, incluindo Oreste Scalzone e o filósofo político Antonio Negri (preso em 7 de abril de 1979).

### 1979
As organizações armadas ativas cresceram de 2 em 1969 para 91 em 1977 e 269 em 1979. Naquele ano houve 659 ataques.

#### Maioria dos assassinatos anuais
Em 19 de janeiro, o policial de Turim, Giuseppe Lorusso, foi morto pela organização Prima Linea. No dia 24 de Janeiro, o operário e sindicalista Guido Rossa foi morto em Gênova pelas Brigadas Vermelhas. Em 29 de janeiro, o juiz Emilio Alesandrini foi morto em Milão pela Prima Linea.
No dia 9 de março, o estudante universitário Emanuele Iurilli foi morto em Turim pela Prima Linea. No dia 20 de Março, o jornalista de investigação Mino Pecorelli foi morto a tiro no seu carro em Roma. O primeiro-ministro Giulio Andreotti e o chefe da máfia Gaetano Badalamenti foram condenados em 2002 a 24 anos de prisão pelo assassinato, embora as sentenças tenham sido anuladas no ano seguinte. No dia 3 de maio, em Roma, os policiais Antonio Mea e Piero Ollanu foram mortos pelas Brigadas Vermelhas.
No dia 13 de julho, o policial Bartolomeo Mana foi morto em Druento (cidade perto de Turim) pela Prima Linea. No dia 13 de julho, o tenente-coronel dos Carabinieri Antonio Varisco foi morto em Roma pelas Brigadas Vermelhas. No dia 18 de julho, o barman Carmine Civitate foi morto em Turim pela Prima Linea. Em 21 de setembro, Carlo Ghiglieno foi morto em Turim por um grupo da Prima Linea. No dia 11 de dezembro, cinco professores e cinco alunos do Instituto Valletta de Turim foram baleados nas pernas pela Prima Linea.

### 1980

#### Mais assassinatos
Em 8 de janeiro, os policiais milaneses Antonio Cestari, Rocco Santoro e Michele Tatulli foram mortos pelas Brigadas Vermelhas. No dia 25 de janeiro, os policiais de Gênova Emanuele Tuttobene e Antonio Casu foram mortos pelas Brigadas Vermelhas. Em 29 de janeiro, o gerente da planta petroquímica, Silvio Gori, foi morto pelas Brigadas Vermelhas.
No dia 5 de fevereiro, em Monza, Paolo Paoletti foi morto pela Prima Linea. Em 7 de fevereiro, o militante da Prima Linea William Vaccher foi morto sob suspeita de traição. No dia 12 de fevereiro, Vittorio Bachelet, vice-presidente do Conselho Superior da Magistratura e ex-presidente da associação católica romana Azione Cattolica, foi morto na Universidade de Roma "La Sapienza" pelas Brigadas Vermelhas. No dia 10 de março, o cozinheiro Luigi Allegretti foi morto em Roma pelo Compagni armati per il Comunismo. No dia 16 de março, o juiz Nicola Giacumbi foi morto em Salerno pelas Brigadas Vermelhas. No dia 18 de março, em Roma, o juiz Girolamo Minervini foi morto pelas Brigadas Vermelhas.
No dia 19 de março, o juiz Guido Galli foi morto em Milão por um grupo da Prima Linea. Em 10 de abril, Giuseppe Pisciuneri, guarda da Mondialpol, foi mortoem Turim pela Ronde Proletarie. No dia 28 de maio, o jornalista Walter Tobagi foi morto em Milão pela Brigata XXVIII marzo. No dia 23 de junho, em Roma, o juiz Mario Amato foi morto pelos Nuclei Armati Rivoluzionari. Em 31 de dezembro, o general dos Carabinieri Enrico Galvaligi foi morto em Roma pelas Brigadas Vermelhas.

#### Massacre de Bolonha

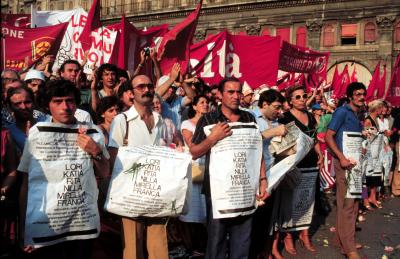
Funerais das vítimas do atentado de Bolonha de 2 de agosto de 1980

Em 2 de agosto, uma bomba matou 85 pessoas e feriu mais de 200 em Bolonha. Conhecida como o massacre de Bolonha, a explosão destruiu grande parte da principal estação ferroviária da cidade. Foi considerado um atentado neofascista, organizado principalmente pelos Nuclei Armati Rivoluzionari: Francesca Mambro e Valerio Fioravanti foram condenados à prisão perpétua. Em Abril de 2007, o Supremo Tribunal confirmou a condenação de Luigi Ciavardini, um membro da NAR estreitamente associado a Terza Posizione. Ciavardini foi condenado a 30 anos de prisão pelo seu papel no ataque.

### 1981
Em 5 de julho, Giuseppe Taliercio, diretor do estabelecimento petroquímico de Montedison, em Porto Marghera, foi morto pelas Brigadas Vermelhas após 47 dias de sequestro. No dia 3 de agosto, Roberto Peci, eletricista, foi morto pelas Brigadas Vermelhas após ser sequestrado e detido por 54 dias. O assassinato foi uma vingança contra seu irmão Patrizio, integrante do RB que se tornou penitente no ano anterior.
Em 17 de Dezembro, James L. Dozier, um general americano e vice-comandante das forças da OTAN no sul da Europa baseadas em Verona, foi raptado pelas Brigadas Vermelhas. Foi libertado em Pádua em 28 de janeiro de 1982 pelo Nucleo Operativo Centrale di Sicurezza (NOCS), uma força-tarefa antiterrorista da polícia italiana.

### 1982
Em 26 de agosto, um grupo de terroristas das Brigadas Vermelhas atacou um comboio de tropas militares, em Salerno. No ataque, foram mortos o cabo Antonio Palumbo e os policiais Antonio Bandiera e Mario De Marco.  Os terroristas escaparam.
No dia 21 de Outubro, um grupo de terroristas das Brigadas Vermelhas atacou um banco em Turim, matando dois guardas, Antonio Pedio e Sebastiano d'Alleo.

### 1984
Em 15 de fevereiro, Leamon Hunt, diplomata americano e Diretor Geral da força internacional de manutenção da paz, Força Multinacional e Observadores (MFO), foi morto pelas Brigadas Vermelhas.
Massacre de Natal

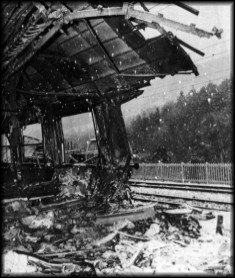
Um vagão UIC-X foi destruído após o atentado ao trem 904

Em 23 de dezembro, uma bomba num comboio entre Florença e Roma matou 16 pessoas e feriu mais de 200. Em 1992, os soldados mafiosos Giuseppe Calò e Guido Cercola foram condenados à prisão perpétua, Franco Di Agostino (outro membro da máfia siciliana ) pegou 24 anos, e o engenheiro alemão Friedrich Schaudinn 22 pelo atentado. O membro da Camorra, Giuseppe Misso, foi condenado a 3 anos; outros membros da Camorra, Alfonso Galeota e Giulio Pirozzi foram condenados a 18 meses e o seu papel no massacre foi considerado marginal. Em 18 de fevereiro de 1994, o tribunal de Florença absolveu o membro do Parlamento do MSI, Massimo Abbatangelo, da acusação de massacre, mas considerou-o culpado de entregar o explosivo a Misso na primavera de 1984. Abbatangelo foi condenado a 6 anos. Os familiares das vítimas pediram pena mais dura, mas perderam o recurso e tiveram que arcar com despesas judiciárias.

### 1985
No dia 9 de janeiro, o policial Ottavio Conte foi morto em Torvaianica (cidade perto de Roma) pelas Brigadas Vermelhas. No dia 27 de março, o economista Ezio Tarantelli foi morto, em Roma pelas Brigadas Vermelhas.

### 1986
Em 10 de fevereiro de 1986, Lando Conti, ex-prefeito de Florença, foi morto pelas Brigadas Vermelhas.

### 1987
Em 20 de março de 1987, Licio Giorgieri, general da Força Aérea Italiana, foi assassinado pelas Brigadas Vermelhas em Roma.

### 1988
Em 16 de abril de 1988, o senador Roberto Ruffilli foi assassinado num ataque de um grupo das Brigadas Vermelhas em Forlì. Foi o último assassinato cometido pelas Brigadas Vermelhas: no dia 23 de Outubro um grupo de irriducibili (linha dura) declarou, num documento, que a guerra contra o Estado tinha acabado.

## Eventos após 1988

### Ressurgimento nas décadas de 1990 e 2000
No final da década de 1990 e início da década de 2000, o ressurgimento do terrorismo das Brigadas Vermelhas levou a novos assassinatos.
Em 20 de maio de 1999, Massimo D'Antona, consultor do Ministério do Trabalho, foi assassinado num ataque perpetrado por um grupo de terroristas das Brigadas Vermelhas em Roma.
Em 19 de Março de 2002, Marco Biagi, acadêmico e consultor do Ministério do Trabalho, foi assassinado num ataque perpetrado por um grupo de terroristas das Brigadas Vermelhas em Bolonha.
Em 2 de março de 2003, Emanuele Petri, um policial, foi assassinado por um grupo de terroristas das Brigadas Vermelhas perto de Castiglion Fiorentino.

### Prisões em 2021
Em 2021, a França prendeu sete das dezenas de militantes de esquerda fugitivos que receberam proteção francesa durante décadas. Entre os presos estava Giorgio Pietrostefani, membro fundador do grupo Lotta Continua que foi condenado pelo assassinato do comissário de polícia de Milão, Luigi Calabresi. Outros foram Marina Petrella, Roberta Cappelli e Sergio Tornaghi, que receberam penas de prisão perpétua por assassinatos e sequestros.

## Países que concederam asilo aos participantes

### França

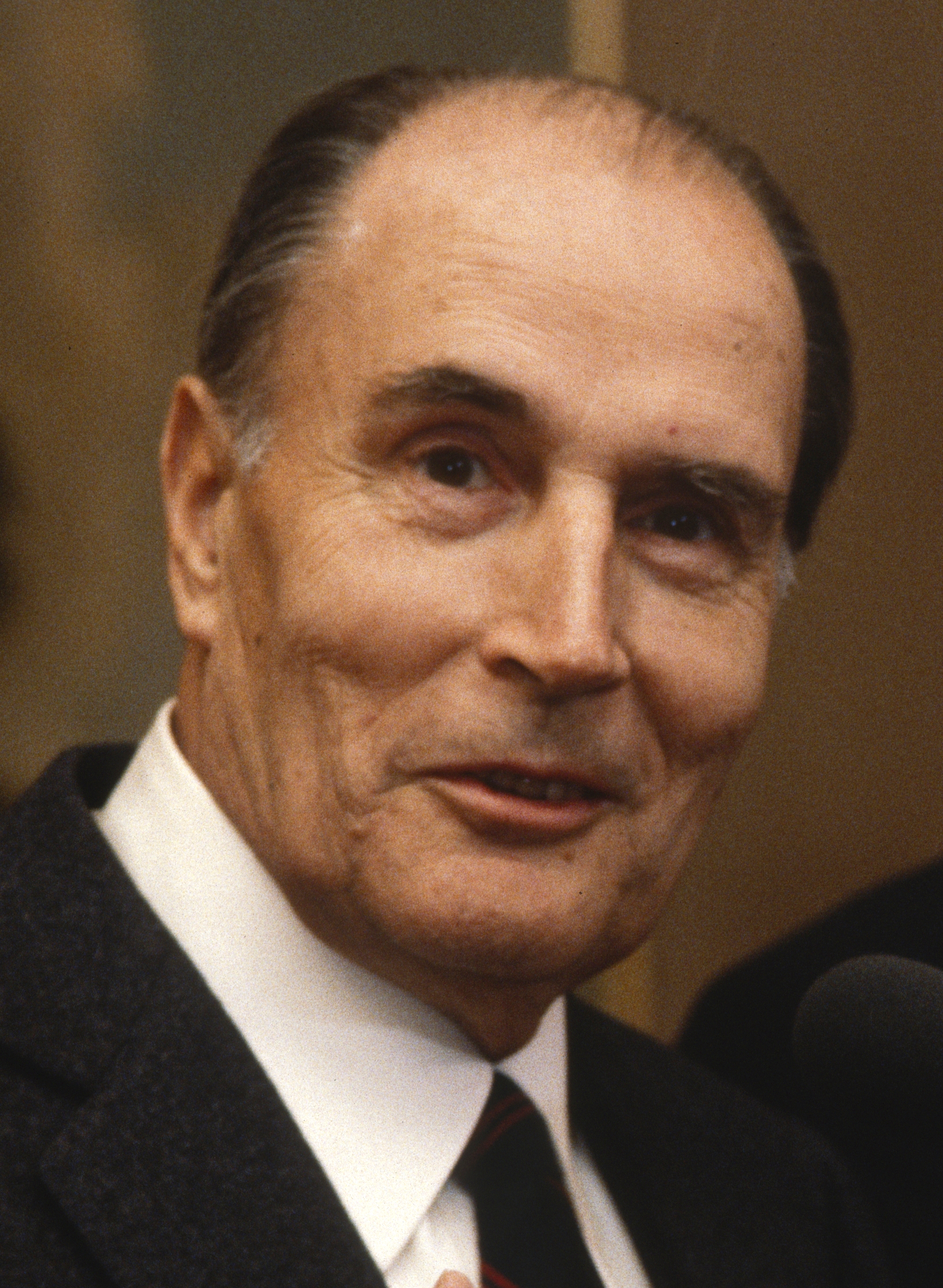
François Mitterrand em 1983

A doutrina Mitterrand, estabelecida em 1985 pelo então presidente socialista francês François Mitterrand, afirmava que os terroristas italianos de extrema esquerda que fugiram para a França e foram condenados por atos violentos na Itália, excluindo "terrorismo ativo, real e sangrento" durante o "Anos de Chumbo", receberia asilo e não estaria sujeito a extradição para a Itália. Eles seriam integrados à sociedade francesa.

A lei foi anunciada em 21 de abril de 1985, no 65º Congresso da Liga dos Direitos Humanos (Ligue des droits de l'homme, LDH), afirmando que os criminosos italianos que haviam desistido de seu passado violento e fugido para a França seriam protegidos de extradição para a Itália:
Os refugiados italianos... que participaram em acções terroristas antes de 1981... romperam ligações com a máquina infernal em que participaram, iniciaram uma segunda fase das suas vidas, integraram-se na sociedade francesa... Eu disse ao governo italiano que eles estavam a salvo de qualquer sanção por meio de extradição.
Segundo a Reuters, os guerrilheiros italianos eram dezenas. A decisão francesa teve um efeito negativo a longo prazo nas relações franco-italianas.

O ministro da justiça francês, Eric Dupond-Moretti, comentou: 
“Estou orgulhoso de participar nesta decisão que espero que permita à Itália virar, após 40 anos, uma página sangrenta e chorosa da sua história”

—Reuters, 27 de março de 2021

### Brasil
Alguns cidadãos italianos acusados de atos terroristas encontraram refúgio no Brasil como Cesare Battisti e outros ex-membros dos Proletários Armados pelo Comunismo, uma organização militante e terrorista de extrema esquerda.

### Nicarágua
Alguns ativistas italianos de extrema-esquerda encontraram asilo político na Nicarágua, incluindo Alessio Casimirri, que participou do sequestro de Aldo Moro.

## Impacto na emigração da Itália
Acredita-se que os Anos de Chumbo tenham aumentado a taxa de imigração da Itália para os Estados Unidos. No entanto, à medida que os Anos de Chumbo chegaram ao fim na década de 1980 e a estabilidade política aumentou em Itália, a taxa de imigração para os Estados Unidos diminuiu. Nos anos 1992-2002, a imigração italiana atingiu quase 2.500 pessoas anualmente.